# 小行星1640
小行星1640（1640 Nemo）是一颗围绕太阳公转的小行星。1951年8月31日，西維恩·阿蘭德在于克勒发现了此天体。
該小行星以法國小說家儒勒·凡爾納的科幻小說《海底兩萬里》的登場角色尼莫船長命名。
这颗小行星的绝对星等为354.50912等。